# ティンク
ティンク(Tink'uあるいはTinku)とは、ボリビアのアンデス地域の祭りやカーニバル (カルナバル) で踊られる踊りの一つである。ポトシ県の北部（ノルテ・ポトシ）が発祥の地であるといわれる。5月3日の聖十字祭にMacha で行われるものが特に有名である。
男性は牛の皮で作った白く硬いヘルメットをかぶり、シャツの上にベストのような衣装を着る。足は裸足かサンダルを履く。これは昔のケチュア族やアイマラ族の戦闘の格好である。
女性は山高帽をかぶり、きれいな刺繍の入ったポリェラを着る。典型的なチョリータの格好である。
踊りはまず男女共に二つのグループに分かれ、お互いに相手を威嚇するポーズをとる。特に男性は腰を低め、足を強く踏み鳴らし、腕をあげたり振り回したりする。
次に二つのグループの男性が近寄り、殴り合う（ポーズをする）。女性も喧嘩に参加することがあるが、女性の場合は腰をぶつけ合う。
最後に、殴り合いに勝ったグループの男性が再び大地を強く踏みしめ、腕を上げて勝利を宣言する。
この踊りは、村対村の対抗戦で女性の前で強さを見せて求婚する、または隣村の女性を分捕るという祭りがもとになっている。ほとんどの祭りやカーニバルでは、音楽に合わせて踊りとして行なわれるが、ノルテ・ポトシのいくつかの村では、現在でも近隣の村と本当の殴り合いを行なっている。この際、血を流して大地に吸わせることが大地の神パチャママへの感謝の気持ちを示すことになるのだという。死者が出ることもあるらしい。